# 克果乡
克果乡，是中华人民共和国四川省甘孜藏族自治州色达县下辖的一个乡镇级行政单位。

## 行政区划
克果乡下辖以下地区：
贡确一村、贡确二村、贡确三村、泽西一村、泽西二村、泽西三村、吉日各瓦一村和吉日各瓦二村。